# Intelsat 705
O Intelsat 705 (também conhecido por IS-705 e Intelsat 7-F5) foi um satélite de comunicação geoestacionário que foi construído pela Space Systems/Loral (SSL). Ele esteve localizado na posição orbital de 29,5° graus oeste e era de propriedade da Intelsat, empresa sediada atualmente em Luxemburgo. O satélite foi baseado na plataforma LS-1300 e sua vida útil estimada era de 15 anos. O mesmo foi desativado em janeiro de 2011.

## Lançamento
O satélite foi lançado com sucesso ao espaço no dia 22 de março de 1995, às 06:18 UTC, por meio de um veículo Atlas IIAS lançado a partir da Base de lançamento espacial do Cabo Canaveral, na Flórida, EUA. Ele tinha uma massa de lançamento de 3.653 kg.

## Capacidade
O Intelsat 705 era equipado com 26 transponders em banda C e 10 em banda Ku para fornecer radiodifusão, serviços de business-to-home, telecomunicações, VSATnetworks.